# Parlamentswahl in Ungarn 1945
Die Parlamentswahlen in Ungarn 1945 fanden am 4. November 1945 statt. Es waren die letzten freien Wahlen in Ungarn nach dem Zweiten Weltkrieg bis zum Ende des Realsozialismus 1989.
Die sowjetische Besatzungsmacht hatte vorab verfügt, dass unabhängig vom Wahlergebnis eine Allparteienregierung gebildet werden müsse. So sollte der Einfluss der Kommunisten gesichert werden. 
Wahlsieger wurde die Unabhängige Partei der Kleinlandwirte, der Landarbeiter und des Bürgertums (FKgP) mit 57,3 Prozent der Stimmen. Die Sozialdemokratische Partei Ungarns kam mit 17,4 Prozent nur auf Platz 2. Die Ungarische Kommunistische Partei erlitt eine Wahlschlappe mit nur 16,9 Prozent Stimmenanteil.
Die Wahlbeteiligung betrug 92,4 Prozent.
In der Folge wurde Zoltán Tildy (FKgP) Ministerpräsident einer Allparteienregierung. Die wahre Macht lag jedoch in den Händen der Besatzungsbehörden, die am 31. August 1947 eine erneute Wahl anordneten. Zwischenzeitlich wurde jedoch massiver Druck auf die FKgP und eine Stimmung der Angst und Verunsicherung erzeugt.

## Resultate
| Partei                                                                     | Stimmen   | %    | Sitze      | Sitze           | Sitze     |
| Partei                                                                     | Stimmen   | %    | Wahlkreise | Nationale Liste | Insgesamt |
| -------------------------------------------------------------------------- | --------- | ---- | ---------- | --------------- | --------- |
| Unabhängige Partei der Kleinlandwirte, der Landarbeiter und des Bürgertums | 2.697.137 | 57,0 | 216        | 29              | 245       |
| Sozialdemokratische Partei Ungarns                                         | 823.250   | 17,4 | 60         | 9               | 69        |
| Ungarische Kommunistische Partei                                           | 801.986   | 17,0 | 61         | 9               | 70        |
| Nationale Bauernpartei                                                     | 324.772   | 6,9  | 20         | 3               | 23        |
| Bürgerschaftlich-Demokratische Partei                                      | 76.393    | 1,6  | 2          | 0               | 2         |
| Ungarische Radikale Partei                                                 | 5763      | 0,1  | 0          | 0               | 0         |
| Ungültige Stimmen/Leere Stimmzettel                                        | 44.244    | –    | –          | –               | –         |
| Insgesamt                                                                  | 4.773.545 | 100  | 359        | 50              | 409       |
| Wahlberechtigte                                                            | 5.160.499 | 92,6 | –          | –               | –         |

Quelle: Nohlen, Stöver

## Quelle
- Karl-Heinz Hajna: Die Landtagswahlen 1946 in der SBZ. Frankfurt am Main 2000, ISBN 3-631-35950-0, S. 225 (Kapitel Einschätzung der Wahl 1946 in der SBZ im Vergleich mit den Abstimmungen in den Mitteleuropäischen Ländern)